# Maurice Caudel
Maurice Caudel est un juriste, auteur et professeur d'histoire constitutionnelle français, né le 9 mars 1871 à Orléans (Loiret) et mort le 22 octobre 1950 à Paris.

## Biographie

### Jeunesse et études
Maurice Caudel naît le 9 mars 1871, dans le département du Loiret, à Orléans, sous la Troisième République.

### Parcours professionnel
Il exerce en qualité de professeur d'histoire constitutionnelle à l'École des sciences politiques de Paris (France) de 1901 à 1940. Il y propose des conférences spéciales et y est chargé de l'accueil des étudiants étrangers.
Il est bibliothécaire et directeur de la bibliothèque de Sciences Po de 1910 à 1919.
Professeur à l'École libre des sciences politiques depuis 1901, Maurice Caudel se consacre dans les années qui suivent à des questions davantage pédagogiques. Il avait déjà publié en 1898 un article sur l'enseignement de l'histoire diplomatique dans cette école, et édite à partir de 1912 des fascicules et même un livre consacrés aux étudiants en particulier étrangers pour les conseiller et les guider,,
Il meurt en 1950 à 78 ou 79 ans sous la Quatrième République

## Publications
Il est l'auteur d'ouvrages de philosophie politique. Il collabore à la Revue des sciences politiques comme directeur de publication avec Maurice Escoffier (1879-1959) de 1911 à 1936.
Dans Nos Libertés politiques, publié en 1910, il développe l'idée que celles-ci n'ont pas été suffisamment ancrées dans le droit, ni dans les premières années de la Révolution française, de 1789 à 1791, ni ensuite : « Aujourd'hui, déclare M.C., les droits de l'individu sont insuffisants, précaires, à la merci de l'arbitraire et du despotisme de l'Etat et de ses agents irresponsables. La liberté, ou plutôt la licence, de la presse existe, et tout peut être critiqué, calomnié, bafoué, sans que l'individu attaqué puisse, en réalité, se faire rendre justice. Le droit de réunion existe. Celui d'association est très limité ; de plus, il n'est pas général, et certaines associations, comme les congrégations religieuses, n'en jouissent pas : ici la politique est le seul guide. La liberté personnelle est à la discrétion des tribunaux et des fonctionnaires. Le principe d'autorité triomphe. Les vieilles habitudes de l'Ancien Régime subsistent encore trop souvent ».
Pour faire comprendre ce qui reste à accomplir, il montre ce qui a été réalisé depuis 1789, et il comme il considère que presque rien n'a été entrepris de 1791 à 1880, il se concentre sur le régime de 1789 à 1791. Dans sa critique du livre, P. Sagnac lui reproche cependant de n'avoir considéré que les discours et les textes de lois de la période, et d'avoir négligé tout ce qui touchait au vécu politique foisonnant de cette même époque : « À la manière des juristes, il construit la théorie. Il oublie vraiment trop les circonstances de l'époque révolutionnaire (...). Il oublie le réveil du citoyen, la lutte des citoyens contre l'Assemblée pour lui arracher les libertés nécessaires ». Cela est d'autant plus regrettable, nous dit Sagnac, que la tentative de l'auteur est louable. L'ouvrage, à ses yeux, attire l'attention sur des questions essentielles, mais se construit autour d'une analyse historique insuffisante.
Vers la fin de sa carrière, il se concentre sur les États-Unis et sur le droit constitutionnel comparé entre les pays anglo-saxons et la France. En 1931 il collabore à un ouvrage collectif, Initiation à la vie aux États-Unis, et publie en même temps à l'École des sciences politiques son cours sur l'Histoire constitutionnelle de la France, de l'Angleterre et des États-Unis. Une version allégée en sera à nouveau publiée en 1940.

## Ouvrages
- Supplément à la Législation de Tunisie de Maurice Bompard (1854-1935), recueil des lois, décrets, et règlements promulgués dans la régence de Tunis du 1er janvier 1888 au 1er janvier 1896, par Maurice Caudel, Paris, éditions E. Leroux, 1896.
- Les premières invasions arabes dans l'Afrique du Nord, Paris, E. Leroux, coll. « Bibliothèque d'archéologie africaine », 1900, 201 p.
- A. Viallate et M. Caudel (Directeurs de publication), La vie politique dans les deux mondes, Paris, F. Alcan, coll. « Bibliothèque d'histoire contemporaine / 1e année (1906-1907) », 1908. / 2e année (1907-1908), 1909. / 3e année (1908-1909), 1910. / 4e année (1909-1910), 1911. / 5e année (1910-1911), 1912. / 6e année (1911-1912), 1913. / 7e année (1912-1913), 1914.
- Nos libertés politiques : origines, évolution, état actuel, Paris, A. Colin, 1910, 462 p.
- Aux étudiants étrangers : Les études politiques que les jeunes Américains peuvent faire en France, Paris, Impr. nationale, coll. « Petite collection "France-Amérique" » (no 7), 1919, 31 p.[13]
- Maurice Caudel, professeur à l'École des sciences politiques. Pour les étudiants étrangers en France. Notes, conseils, lectures, Paris, impr.-libr.-éditeurs Plon-Nourrit et Cie, 1925, 239 p.[13]